# Aero VT 100
Die Aero VT 100 Démant (heute auch Moravan VT 100) ist ein einsitziges Hochleistungssegelflugzeug der Offenen Klasse der tschechoslowakischen Firma Aero.

## Entwicklung
Die zuerst als VSM-40 bezeichnete Konstruktion von Ladislav Smrcek hatte ihren Erstflug im November 1955. Das aus Holz gebaute Flugzeug besitzt ein einziehbares Fahrwerk und Tragflügel, die mit Wassertanks, Fowlerklappen und Schempp-Hirth-Bremsklappen ausgestattet sind. Mit diesem Flugzeug gelang dem Piloten Vladislav Zejda am 30. Mai 1957 ein Weltrekord in der Kategorie Zielflug mit Rückkehr über 518 km. Zwei restaurierte Flugzeuge dieses Typs werden heute noch geflogen.

## Technische Daten
| Kenngröße              | Daten                |
| ---------------------- | -------------------- |
| Länge                  | 7,35 m               |
| Spannweite             | 17,0 m               |
| Höhe                   | 2,2 m                |
| Flügelstreckung        | 20                   |
| Rüstmasse              | 280 kg               |
| max. Startmasse        | 440 kg               |
| Höchstgeschwindigkeit  | 250 km/h             |
| Mindestgeschwindigkeit | 64 km/h              |
| Gleitzahl              | 33 bei 88 km/h       |
| Geringstes Sinken      | 0,69 m/s bei 78 km/h |